# Горский, Проспер Антонович
Горский Проспер Антонович (пол. Prosper Gorski) (1813, Лысянка, Киевская губерния — 1888, Житомир, Волынская губерния) — украинский художник польского происхождения, мастер живописи и графики — карандаш, пастель, акварель.

## Жизнь и творчество

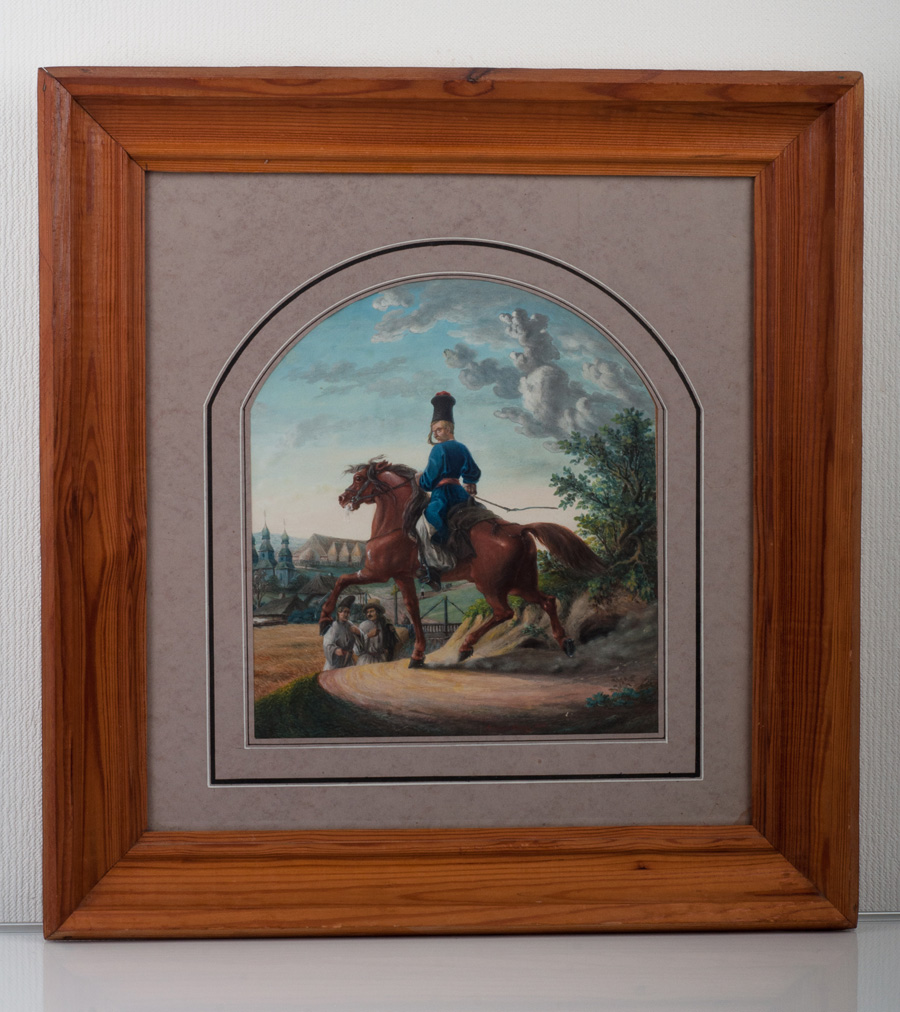
«Казак Браницкий» (1850)

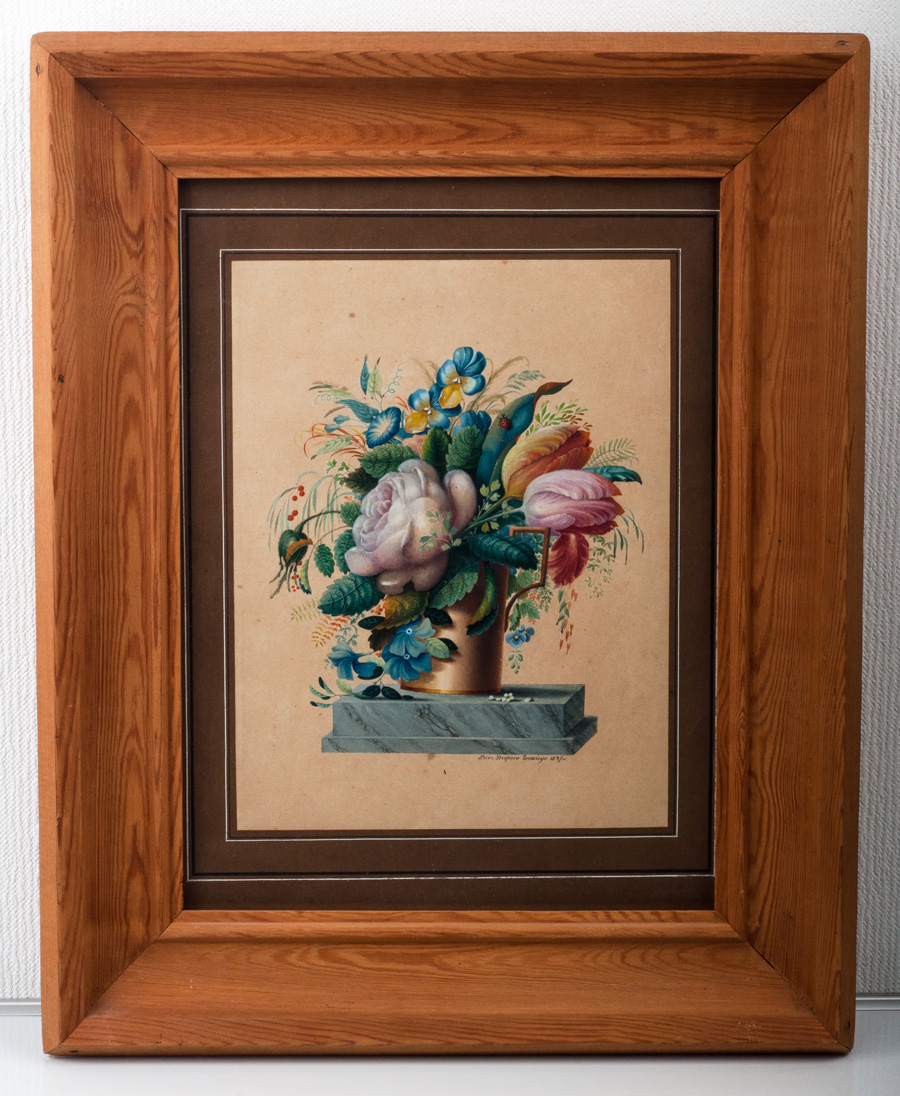
«Натюрморт» Акварель. 1837 Размеры 23 х 30

Горский является представителем реализма. Среди его работ — натюрморты, пейзажи, сюжетные рисунки, портреты, иллюстрации к произведениям. Тематика рисунков: бытовые и исторические сцены из жизни украинского народа, изображение украинских традиций, персонажей и архитектуры.
Горский подписывал свои работы только на польском языке, часто в стихотворной форме. Из-за этого, а также благодаря польской фамилии, многие считают его польским художником. В XIX веке значительная часть правобережья Украины входила в состав Австрийской империи, а позже — Австро-Венгрии, поэтому Польша и западная часть Украины были фактически одной страной. Вот почему возникают разногласия в том, представителем какой страны является Горский.
Проспер Антонович Горский родился в 1813 году (точная дата рождения неизвестна) в с. Лысянка Киевской губернии в семье врача.
Учился рисовать в школе базилианцев в г. Умань (ныне в Черкасской обл.), которую окончил в 1830 году.
Большая часть жизни живописца прошла в Киевской и Волынской губ. Несколько лет проработал в Житомире, где создал альбом пейзажей города и его окрестностей. Кроме того, Проспер Горский подолгу проживал в усадьбах польских помещиков, рисуя портреты этих помещиков и их семей, а также создавая пейзажи окрестностей.
Проспер Горский, скорее всего, никогда не ставил перед собой цель — прославиться и покорить мир. Поэтому он не организовывал выставок своих рисунков, не был членом какого-либо общества художников. Своими работами живописец зарабатывал на жизнь, продавая их богатым полякам и украинцам. Поэтому большинство рисунков Горского хранится в частных коллекциях и передается из поколения в поколение.
Умер Проспер Горский в 1888 г. (точная дата смерти неизвестна) в Житомире.

## Известные работы

### Портреты
- «Дворцовый казак» (1839)
- «Конашевич-Сагайдачный в Киеве» (1849, акварель)[2]
- «Казак Браницкий» (1850)
- портрет мужчины (дата написания неизвестна)
- портрет молодой девушки (дата написания неизвестна).

### Пейзажи и натюрморты
- «Натюрморт» (1837)
- альбом пейзажей Житомира и его окрестностей

### Иллюстрации к произведениям Т. Г. Шевченко
- Иллюстрации к стихотворению Т. Г. Шевченко «Лирнык» (30-е годы XIX века)

### Сюжетные рисунки (выполненные карандашом и акварелью)
- «В рекруты» (дата написания неизвестна)
- «Пане! Пане!» (дата написания неизвестна)
- «Танцуй, кузнечиха» (дата написания неизвестна)
- «Ты не знаешь, девушка» (дата написания неизвестна)

## Галерея

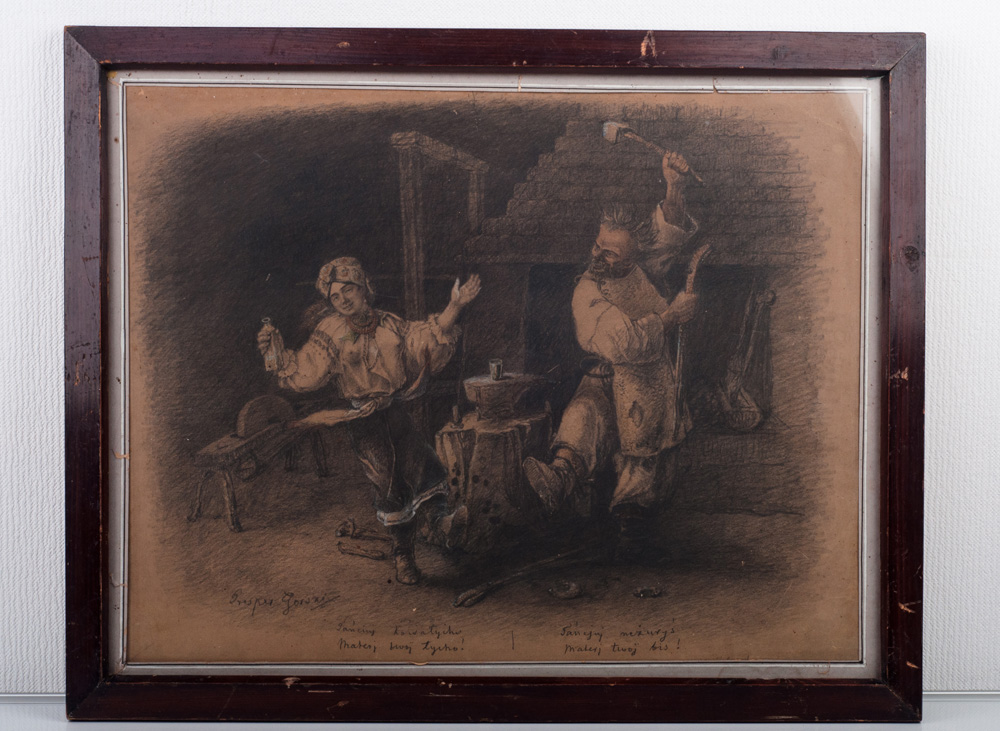
«Танцуй, кузнечиха» Карандаш. Размеры 52 х 41
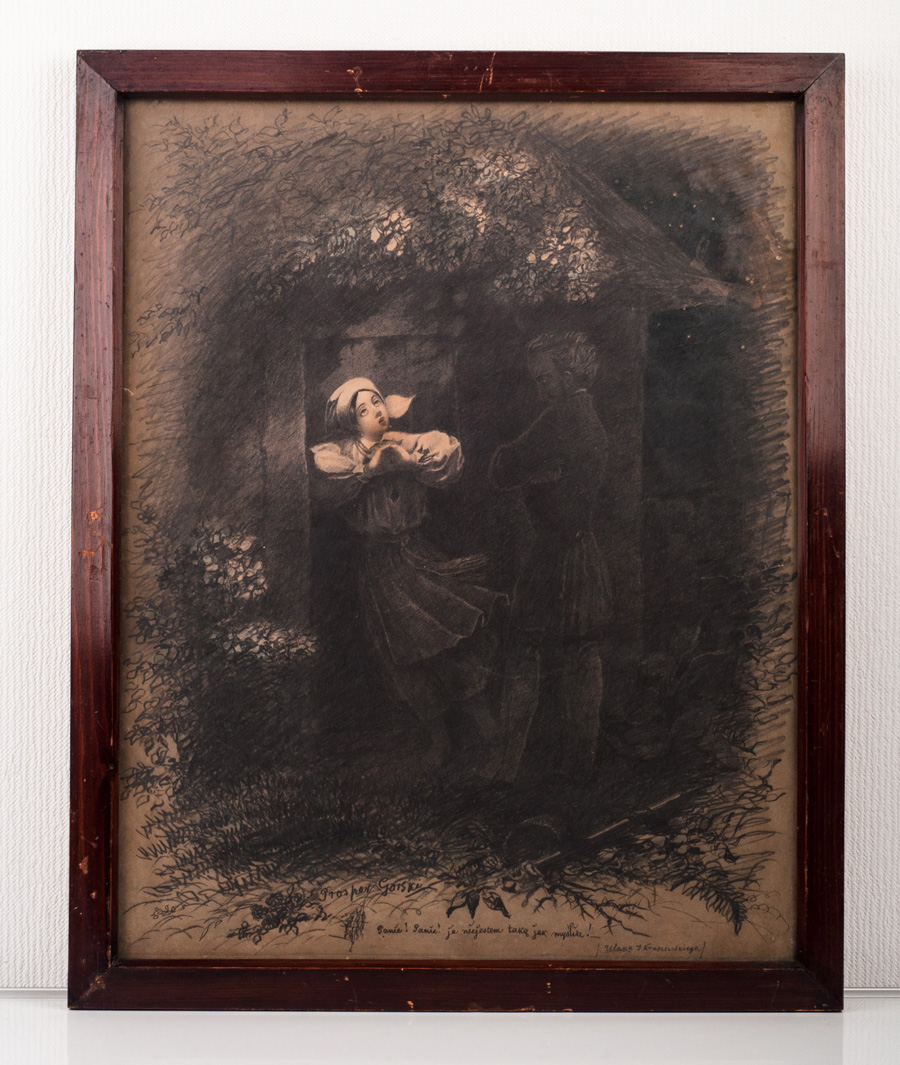
«Пане! Пане!» Карандаш. Размеры 43 х 55
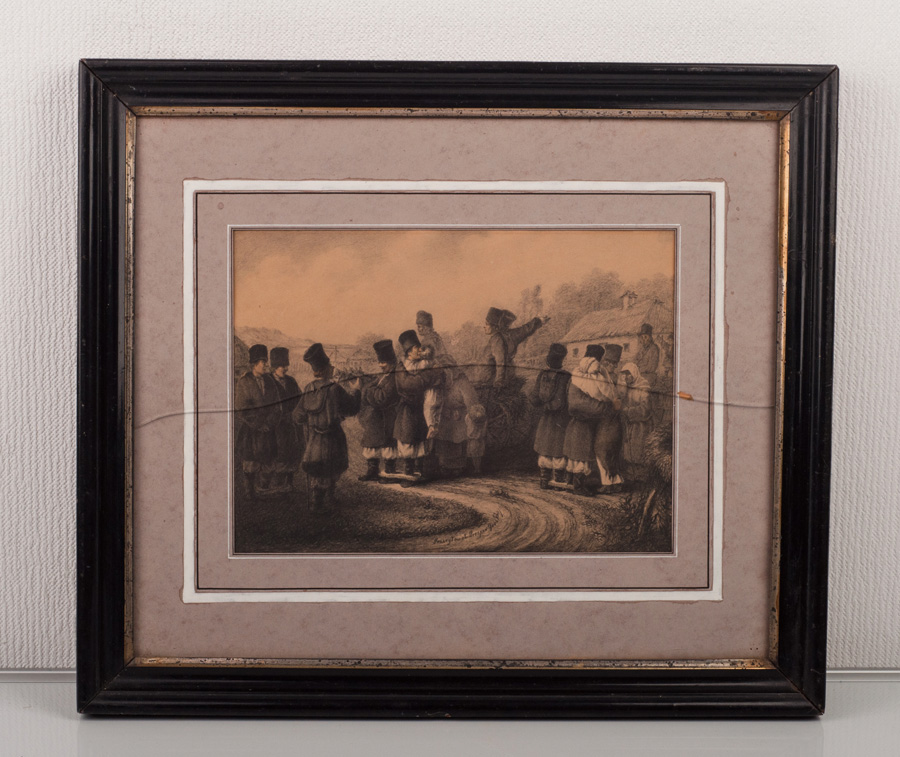
«В рекруты» Карандаш. Размеры 26 х 20
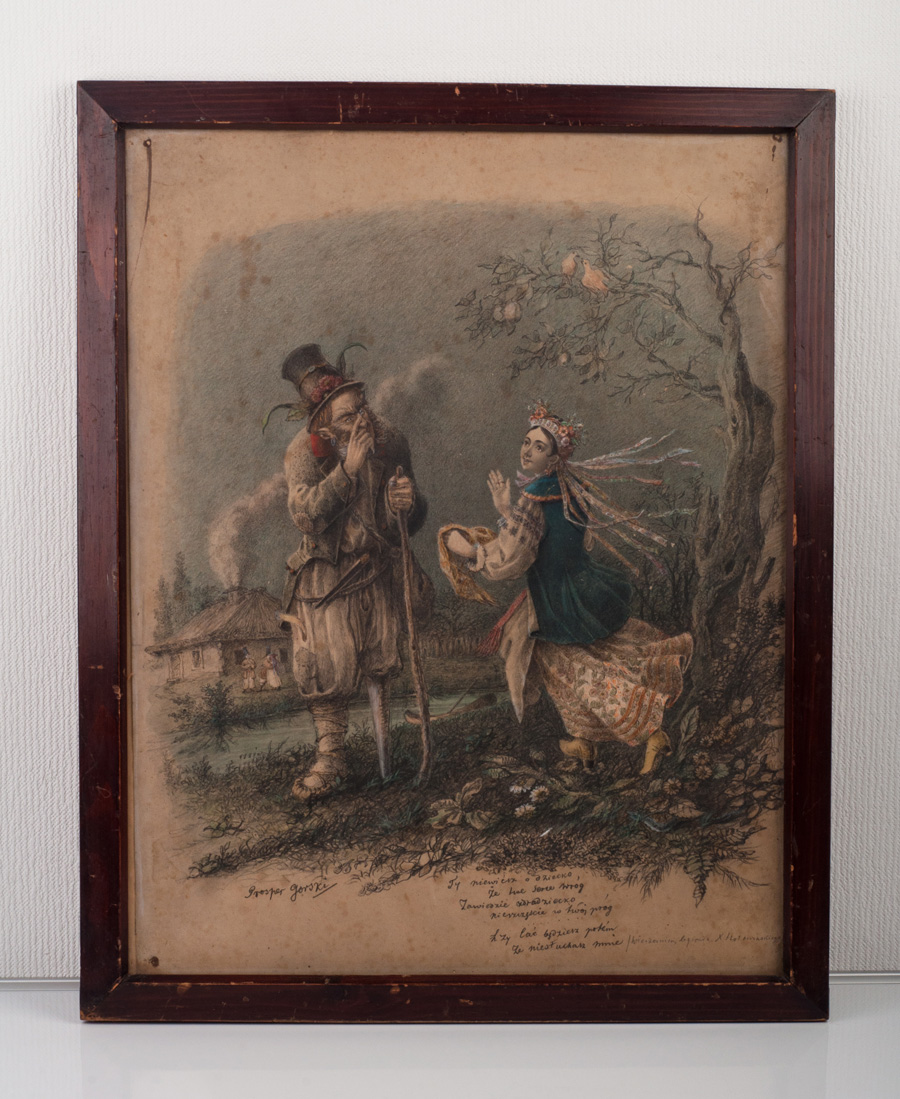
«Ты не знаешь, девушка» Карандаш + акварель. Размеры 43 х 54